# アルフレッド・アガッシュ

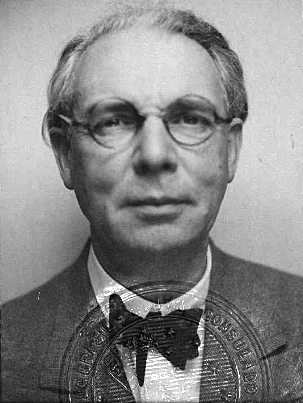
1939年

ドナルト・アルフレッド・アガッシュ（Donald Alfred Agache、1875年 - 1959年）は、フランスの都市計画家。20世紀初頭から半ばにかけて、アンリ・プロストらとともに、都市計画の分野で、おもに海外で活躍。特にブラジルのリオ・デ・ジャネイロやクリチバの都市研究は、自身の実現した都市プランのなかで最も規模の大きなものであった。
1875年生まれ。 リールに暮らす。比較的裕福な家族で、母はドイツ系、父はリールの中の織物産業を営むが父には画家と音楽家の経歴があり、産業システムについての理解や芸術的センスは父から受け継いだと目されている。学歴は、エコール・デ・ボザールで建築を勉強したあとに、College libre des sciences socialesの社会学学科に進学、エミール・デュルケームのもとで、社会学を修める。
1902年にはアメリカに渡り、1904年にサン・ルイでの業務を、チーフとして携わる。その後1911年、ダンケルクの都市計画開発業務に携わる。主な目的は、旧市街地と工業化された周辺都市との調整統合的な計画を推進することであった。
1911年、建築家アンリ・プロスト、ジャック・マルセル・オービュルタン、アンドレ・ベラール、ウジェーヌ・エナール、エルネスト・エブラール、レオン・ジョセリー、アルベール・パランティ、都市計画家兼造園家ジャン＝クロード・ニコラ・フォレスティエ、造園家・環境デザイナーのエドゥアール・ルドンとともに、フランス都市計画家協会を共同設立する。
1912年、オーストラリア首都、キャンベラの計画コンペに応募し、三等に入選する。
1913年、社会学系の私立学校に、都市に関する最初のコースが設立され、コース主任に就任。1915年、破壊された都市の再建に参加。
1923年、フランス都市計画家協会の幹事に就任。
1927年から1932年にかけては、ブラジルの都市リオ・デ・ジャネイロ市のための都市計画の基本綱領を取りまとめる。このプロジェクトは再開発と都市の拡張の基本方針ほか、経済産業や社会環境、都市景観といったものにもおよぶ規模であった。その後もレシフェ、ポルトアレグレなどの都市計画を手がけ、1943年、2人教え子らと、クリチバ都市計画初期プランを立案。 この案はその後、都市環境に配慮した都市化モデルとして一躍注目を浴びる。
こうして手がけていったブラジル諸都市での、彼の基礎計画はアガッシュ・プランと呼ばれる。試算するとその実現には経費がかかりすぎるため、後により実現可能な部分だけを手直して、ノボファシスト体制になる1940年代と1950年代に正式に計画実現までに至らせ、1960年代に開始されていく。